# Volksbank Siegerland
Die Volksbank Siegerland eG war eine deutsche Genossenschaftsbank in der Rechtsform einer eingetragenen Genossenschaft mit Sitz in Siegen in Nordrhein-Westfalen. Die Volksbank Siegerland fusionierte im Juli 2018 mit der Volksbank im Märkischen Kreis rückwirkend zum 1. Januar 2018 zur Volksbank in Südwestfalen.

## Geschäftsgebiet
Das Geschäftsgebiet umfasste die Städte Siegen, Kreuztal, Netphen und Hilchenbach, die Gemeinden Neunkirchen, Burbach und Wilnsdorf in Nordrhein-Westfalen sowie Mudersbach in Rheinland-Pfalz.

## Mitgliedschaft und Struktur
Die über 34.000 Mitglieder waren die Eigentümer der Bank. Damit war die Genossenschaft eine der größten Personenvereinigungen des Siegerlandes.

## Geschäftsgebiet
Die Bank war mit 21 Filialen plus Hauptstelle im Siegerland vertreten. 

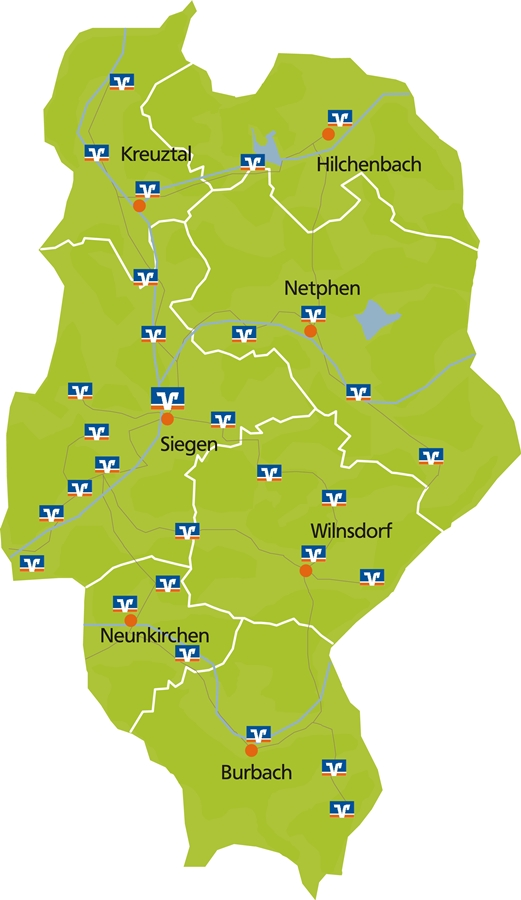
Servicestellen im Geschäftsgebiet

## Geschichte

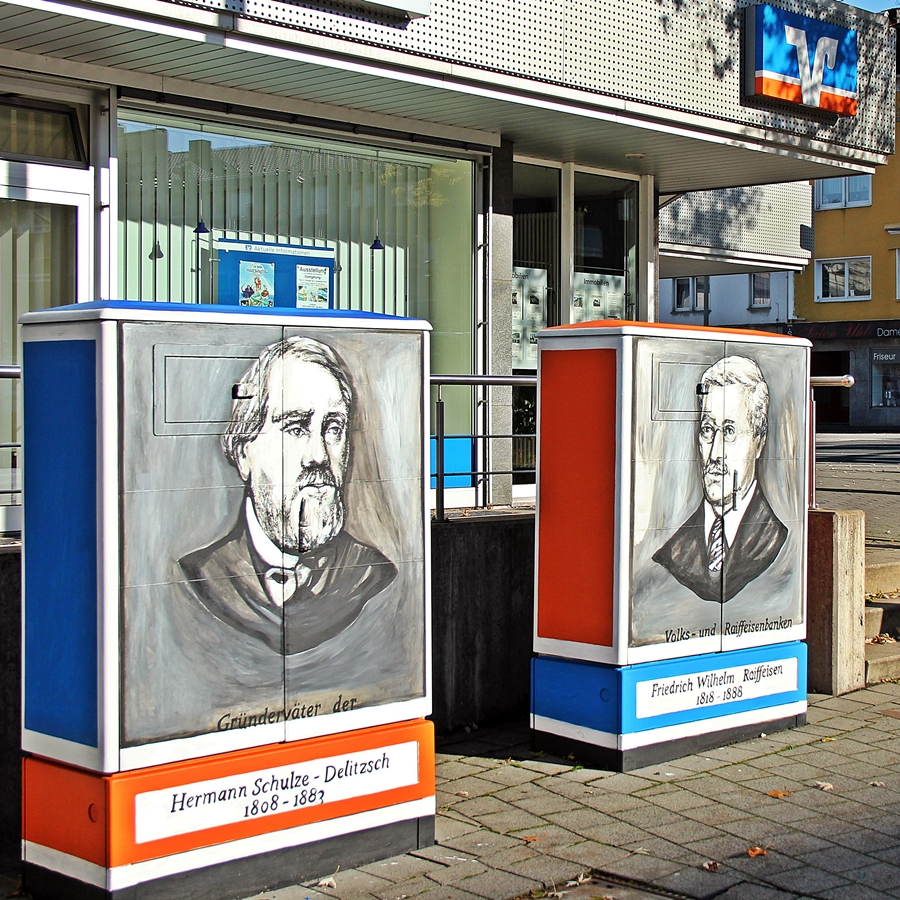
Schulze-Delitzsch und Raiffeisen auf Stromkästen an Kochs Ecke

Der Vorschuss-Verein Siegen eGmbH wurde am 14. Dezember 1896 gegründet.
Folgende Umfirmierungen fanden statt:
- 1914 Vereinsbank Siegen eGmbH
- 1942 Volksbank Siegen eGmbH
- 1993 Volksbank Siegen-Netphen eG, Siegen
- 1999 Volksbank im Siegerland eG
- 2005 Volksbank Siegerland eG

Die heutige Volksbank Siegerland eG entstand aus verschiedenen Fusionen ehemals eigenständiger Banken:
| 1963 | Spar- und Darlehnskasse Niederdielfen, gegr. 1885 als Wilnsdorfer SDKV zu Niederdielfen |
| 1967 | Spar- und Darlehnskasse Oberschelden, gegr. 1907                                        |
| 1970 | Spar- und Darlehnskasse Irmgarteichen zu Werthenbach, gegr. 1884                        |
| 1972 | Spar- und Darlehnskasse Weidenau, gegr. 1887 als Weidenauer SDKV                        |
| 1974 | Raiffeisenkasse Mudersbach, gegr. 1907                                                  |
| 1977 | Spar- und Darlehnskasse Kreuztal, gegr. 1908 als Creuzthaler SDKV                       |
| 1993 | Volksbank Netphen, gegr. 1884                                                           |
| 1999 | Volksbank Hilchenbach, gegr. 1899                                                       |
| 2005 | Volksbank Süd-Siegerland, Neunkirchen, gegr. 1902 als Spar- und Kreditverein eGmbH      |
| 2008 | Volksbank Littfeld, gegr. 1877 als Littfelder Spar- und Darlehnskassenverein            |